# Vũ Văn Hiển
Vũ Văn Hiển (sinh năm 1957) là một sĩ quan cấp cao trong Quân đội nhân dân Việt Nam, hàm Trung tướng. Ông nguyên là Chánh Văn phòng Quân ủy Trung ương-Văn phòng Bộ Quốc phòng.

## Thân thế và sự nghiệp
Ông quê tại Hải Phòng
Năm 1978, ông nhập ngũ.
Năm 1979, ông tham gia chiến đấu ở biên giới tại Đông Bắc, Quảng Ninh
Năm 1981, được cử đi học tại Trường Sĩ quan Chỉ huy Kỹ thuật Thông tin tại Nha Trang.
Năm 1983, tốt nghiệp hệ đào tạo Sĩ quan tại Trường Sĩ quan Chỉ huy Kỹ thuật Thông tin.
Năm 2002, là Phó Đoàn trưởng về chính trị Đoàn An dưỡng 295, Cục Chính trị, Quân khu 3
Năm 2004, bổ nhiệm giữ chức Chính ủy Sư đoàn 395, Quân khu 3
Năm 2007, bổ nhiệm giữ chức Chính ủy Bộ Chỉ huy quân sự tỉnh Hòa Bình, Quân khu 3
Năm 2009, bổ nhiệm giữ chức Cục trưởng Cục Chính trị, Bộ Tổng Tham mưu
Năm 2011, bổ nhiệm làm Chánh Văn phòng Quân ủy Trung ương-Văn phòng Bộ Quốc phòng.
Năm 2017, ông nghỉ hưu

## Lịch sử thụ phong quân hàm
Trung úy (1983), Thượng úy (1986), Đại úy (1989), Thiếu tá (1993), Trung tá (1997), Thượng tá (2001), Đại tá (2005)
Thiếu tướng (2010), Trung tướng (2014)